# موشور
الموشور (بالإنجليزية: Prism)، يسمى أيضًا المنشور، هو أي حيز في الفراغ فيه وجهان مضلعان متطابقان في مستويين متوازيين بشرط أن تكون جميع الأوجه الأخرى متوازية الأضلاع، يعد المنشور أحد أشكال كثيرات الوجوه ويسمى الوجهان المتقابلان قاعدتي المنشور، وتسمى الأوجه الباقية أوجهاً جانبية، والمستقيمات التي تتقاطع عندها الأوجه الجانبية تسمى الأحرف الجانبية، ويكون ارتفاع المنشور هو البعد بين قاعدتي المنشور.
يعتبر المكعب ومتوازي المستطيلات ومتوازي السطوح من أشكال المناشير.

## الموشور القائم والمائل
للموشور نوعان:
- القائم: وهو الذي يتعامد الأحرف الجانبية مع أضلع القاعدتين.
- المائل: هو ما يخالف المنشور القائم.

### فيالهندسة الوصفية
- يكون الموشور قائم إذا كانت جميع وجوهه الجانبية مستطيلة. في هذه الحالة، تشكل الوجوه الجانبية زوايا قائمة مع كلتا القاعدتين. وإلا فإننا نتحدث عن «موشور مائل».[4]

المنشور القائم و المائل

- يكون الموشور متوازي السطوح إذا كانت إذا كانت جميع وجوهه الجانبية متوازية الأضلاع. وبالتالي فإن قاعدته متوازية الأضلاع.
- يكون الموشور منتظم إذا كان قائم وقاعدته مضلع منتظم.

## المنشور المنتظم
يقال عن المنشور أنه منتظم إذا كانت قاعدتاه مضلعين منتظمين.

## تصنيف المناشير
تصنف المناشير بحسب شكل القاعدة، فمثلا منشور مثلث، أو رباعي، أو خماسي وهكذا...

## المنشور الناقص
إذا قطع المنشور مستوى غير موازي لقاعدتي المنشور ينشأ منشورين ناقصين.

## نظريات
1. المضلعات الناتجة عن قطع منشور بمستويات متوازية تقطع جميع الأحرف الجانبية متطابقة

## قوانين متعلقة بالمنشور
1. مساحة السطح الجانبي هو حاصل جمع مساحات أوجهه الجانبية.
2. مساحة كامل سطح المنشور يساوي مساحته الجانبية بالإضافة إلى مساحة القاعدتين.
3. حجم المنشور يساوي مساحة القاعدة مضروبا في الأرتفاع (طول الحرف الجانبي)

## وصلات خارجية
- صور للمناشير Pictures of Prism and Antiprism